# Bituberitina
Bituberitina es un género de foraminífero bentónico de la familia Tuberitinidae, de la superfamilia Parathuramminoidea, del suborden Fusulinina y del orden Fusulinida. Su especie tipo es Bituberitina bicamerata. Su rango cronoestratigráfico abarca el Viseense (Carbonífero inferior).

## Discusión
Clasificaciones más recientes incluirían Bituberitina en el suborden Parathuramminina, del orden Parathuramminida, de la subclase Afusulinina y de la clase Fusulinata.

## Clasificación
Bituberitina incluye a las siguientes especies:
- Bituberitina bicamerata †
- Bituberitina devonica †
- Bituberitina minima †